# 百兴镇
百兴镇，是中华人民共和国贵州省毕节市纳雍县下辖的一个乡镇级行政单位。

## 行政区划
百兴镇下辖以下地区：
新街社区、陈家寨村、大滥坝村、大龙井村、大坪地村、德科村、董家寨村、苦李科村、老街村、乐卡村、刘家寨村、泥奢期村、水头上村、塘上村、汪家坝村、杨家寨村、坐脚村、坐窝底村和丫口村。